# رجإبة (الشعر)

تعديل مصدري - تعديل

رجابة محلة تابعة لقرية محبران، التابعة لعزلة الوسط بمديرية الشعر إحدى مديريات محافظة إب في الجمهورية اليمنية، بلغ تعداد سكانها 176 حسب تعداد اليمن لعام 2004.